# Truyện ngắn trong lòng bàn tay
Tiểu thuyết lòng bàn tay (掌の小説 Tenohira no Shōsetsu) hay còn được biết đến với tên Truyện ngắn trong lòng bàn tay là một "chưởng biên tiểu thuyết" (掌編小説), "chưởng thiên tiểu thuyết" (掌篇小説) của Kawabata Yasunari, tập hợp khoảng trên 100 truyện ngắn được viết từ thời tác giả còn trẻ. Ấn bản đầu tiên phát hành năm 1971. Về sau tái bản sách còn bổ sung những truyện xuất bản sau khi tác giả lâm chung năm 1972.
Đặc trưng của các truyện ngắn là mỗi truyện đều ngắn, như để được "trong lòng bàn tay". Khi dịch ra những ngôn ngữ khác, độ ngắn không còn được bảo toàn nữa.

## Nội dung
1. 骨拾い  Cotsuhiroi(※)
"Thu lượm cốt"
2. 男と女と荷車 Otoko to Onna to Niguruma(※)
Chàng trai, cô gái và chiếc xe hàng
3. 日向  Hinata(※)
Hướng nắng
4. 弱き器  Yowaki Utsuwa(※)
Món đồ dễ vỡ
5. 火に行く彼女  Hi ni Yuku Kanojo(※)
Người con gái đi vào đám lửa
6. 鋸と出産 Nokogiri to Shussan
Cái cưa và Sinh sản
7. バッタと鈴虫  Batta to Suzumushi(※)
Con châu chấu và con dế đeo chương
8. 時計 Tokei(※)
Đồng hồ
9. 指環 Yubiwa(※)
Chiếc nhẫn
10. 髪 Kami(※)
Tóc
11. 金糸雀  Kanariya(※)
Đôi chim hoàng yến
12. 港 Minato(※)
Bến cảng
13. 写真 Shashin(※)
Tấm ảnh
14. 白い花 Shiroi Hana(※)
Hoa trắng, Hoa quỳnh
15. 敵 Teki(※)
Kẻ thù
16. 月 Tsuki(※)
Trăng
17. 落日  Rakujitsu(※)
Mặt trời lặn
18. 死顔の出来事 Shinigao no Dekigoto(※)
Chuyện gương mặt người chết
19. 屋根の下の貞操 Yane no Shita no Teisō(※)
Trinh bạch dưới mái nhà
20. 人間の足音 Ningen no Ashioto
Tiếng chân người
21. 海 Umi(※)
Biển
22. 二十年 Nijūnen
20 năm
23. 硝子 Garasu(※)
Tấm kính
24. お信地蔵  Oshin Jizō(※)
Địa táng vương Bồ tát Oshin
25. 滑り岩 Superi Ishi(※)
Hòn đá trơn
26. 有難う Arigatō(※)
cảm ơn
27. 万歳 Banzai(※)
Hoan hô
28. 胡・子盗人 Koko Nusuto(※)
Tên trộm hồ đào
29. 玉台 Tamadai
Tamadai
30. 夏の靴 Natsu no Kutsu(※)
Đôi giày mùa hạ
31. 母 Haha(※)
Mẹ
32. 雀の媒酌 Suzume no Baishaku(※)
Chim én kết đôi
33. 子の立場 Ko no Tachiba(※)
Lập trường của người con
34. 心中 Shinjū(※)
Chết chung vì tình
35. 竜宮の乙姫 Ryūgū no Otohime(※)
Công chúa thủy cung
36. 処女の祈り Shojo no Inori(※)
Lời cầu nguyện của trinh nữ
37. 冬近し Fuyuchikaishi(※)
Sắp đến đông
38. 霊柩車 Reikyūsha(※)
Xe tang
39. 一人の幸福 Hitori no Kōfuku(※)
Hạnh phúc của một người
40. 神います Kami Imasu(※)
Hiện hữu thần linh
41. 帽子事件 Bōshi Jiken(※)
Cái mũ
42. 合掌 Gasshō(※)
Chắp tay
43. 屋上の金魚 Okujō no Kingyo(※)
Lũ cá vàng trên sân thượng
44. 金銭の道 Kisen no Michi
Đường đi của tiền bạc
45. 朝の爪 Asa no Tsume(※)
Móng tay buổi sáng
46. 女 Onna(※)
Tính nữ
47. 恐しい愛 Osoroshii Ai(※)
Tình yêu đáng sợ
48. 歴史 Rekishi(※)
Lịch sử
49. 馬美人 Babijin(※)
Con ngựa đẹp
50. 百合 Yuri(※)
Hoa huệ
51. 処女作の祟り Shojosaku no Tatari(※)
Lời nguyền tác phẩm đầu tay
52. 駿河の令嬢 Suruga no Reijō(※)
Cô tiểu thư ở Suruga
53. 神の骨 Kami no Hone(※)
Tro cốt thần linh
54. 夜店の微笑 Yomise no Bishō
Nụ cười ngoài quán đêm
55. 夫人の探偵 Fujin no Tantei 
Thám tử của phu nhân
56. 門松を焚く Kadomatsu wo Taku
Đốt đồ trang trí cây thông
57. 盲目と少女 Mōmoku to Shōjo(※)
Người đàn ông mù và Cô gái trẻ
58. 母国語の祈祷 Kitō no Bokokugo(※)
Lời nguyện cầu bằng tiếng mẹ đẻ
59. 故郷 Furusato(※)
Cố hương
60. 母の眼 Haha no Me(※)
Mắt mẹ
61. 三等待合室 Santō machiaishitsu(※)
Phòng chờ hạng ba

1. 叩く子 Tataku ko(※)
Đứa bé
2. 秋の雷 Aki no Kaminari(※)
Tiếng sấm mùa thu
3. 家庭 Katei(※)
Gia đình
4. 時雨の駅 Shigure no Eki
Nhà ga trong mưa cuối thu
5. 貧者の恋人 Hinja no Koibito(※)
Người yêu của kẻ nghèo
6. 笑わぬ男 Waranu Otoko(※)
Người đàn ông không cười
7. 士族 Shizoku(※)
Gia tộc samurai
8. 質屋にて Shitsuya nite
Tại tiệm cầm đồ
9. 黒牡丹 Kurobotan
Mẫu đơn đen
10. 日本人アンナ Nihonjin Anna(※)
Anna, một người Nhật Bản
11. 雪隠成仏 Secchin Jōbutsu(※)
Thành Phật nơi toa lét
12. 離婚の子 Rikon no ko
Đứa trẻ ly hôn
13. 顕微鏡怪談 Kenbikyō kaidan
Chuyện kì lạ về kính hiển vi
14. 踊子旅風俗 Odorikotabifūzoku
Thói đi chơi vũ nữ
15. 望遠鏡と電話 Bōenkyō to denwa
Kính viễn vọng và điện thoại
16. 鶏と踊子 Niwatori to Odoriko(※)
Con gà trống và vũ nữ
17. 化粧の天使達 Keshō no Tenshitachi
Những thiên thần điểm trang
18. 白粉とガソリン Oshiroi to Gasorin
Phấn trắng và xăng
19. 縛られた夫 Shibarareta Otto(※)
Anh chồng bị cột
20. 舞踊靴 Buyōkutsu
Chiếc giày khiêu vũ
21. 楽屋の乳房 Gakuya no nyūbō
Bộ ngực ở phòng thay đồ
22. 眠り癖 Nemuriguse(※)
Thói quen trong giấc ngủ
23. 雨傘 Amagasa(※)
Chiếc dù đi mưa
24. 喧嘩 Genka
Đấu khẩu
25. 顔 Kao(※)
Gương mặt
26. 化粧 Keshō(※)
Trang điểm
27. 妹の着物 Imōto no Kimono(※)
Chiếc kimono của em gái tôi
28. 死面 'Shimen(※)
Gương mặt thần chết
29. 舞踊会の夜 Buyōkai no yoru
Đêm vũ hội
30. 眉から Mayū kara(※)
Từ hàng lông mày
31. 藤の花と苺 Fuji no Hana to Ichigo
Hoa đậu tía và dâu tây
32. 秋風の女房 Shūfū no nyōbō(※)
Vợ trong gió thu
33. 愛犬安産 Aiken Anzan(※)
Đỡ đẻ chó yêu
34. ざくろ Zakuro(※)
Cây lựu
35. 十七歳 Jūnanasai(※)
Tuổi 17
36. わかめ Wakame
Wakame
37. 小切 Kogire(※)
Mảnh nhỏ
38. さと Sato(※)
Quê nhà
39. 水 Ki(※)
Nước
40. 五拾銭銀貨 Gojissen Ginka(※)
Đồng bạc năm mươi xu
41. さざん花 Sazanka(※)
Hoa sơn trà
42. 紅梅 Kōbai(※)
Cây mận
43. 足袋 Tabi(※)
Chiếc vớ Nhật
44. かけす Kakesu(※)
Chim dẻ cùi
45. 夏と冬 Natsu to Fuyu(※)
Mùa hạ và mùa đông
46. 笹舟 Sasabune(※)
Những con thuyền lá tre
47. 卵 Tamago(※)
Trứng
48. 滝 Taki
Thác nước
49. 蛇 Hebi(※)
Rắn
50. 秋の雨 Aki no Ame(※)
Mưa thu
51. 手紙 Tegami(※)
Lá thư
52. 隣人 Rinjin(※)
Hàng xóm
53. 木の上 Ki no Ue(※)
Trên cây
54. 乗馬服 Jōbafuku(※)
Bộ đồ cưỡi ngựa
55. かささぎ Kasasagi(※)
Chim ác là châu Âu
56. 不死 Fushi(※)
Bất tử
57. 月下美人 Gekka-bijin(※)
Người đẹp dưới trăng
58. 地 Tsuchi(※)
Đất
59. 白馬 Hakuma(※)
Bạch mã
60. 雪 Yuki(※)
Tuyết
61. めずらしい人 Mezurashii hito
Con người hiếm hoi

(※) Những chương có đánh dấu  tức đã có bản dịch tiếng Việt trên mạng internet của các dịch giả Nguyễn Nam Trân, Hoàng Long, Quỳnh Chi, Đào Thị Thu Hằng, Nhật Chiêu, Triêu Dương...

## Chuyển ngữ
Truyện đã được chuyển ngữ sang tiếng Anh với tên "Palm of the Hand Stories" năm 1988. 